# 박근영 (야구인)
박근영(朴根永, 1973년 8월 2일 ~ )은 전 KBO 리그 삼성 라이온즈의 포수이자, 현 KBO 리그 소속 심판이다.

## 삼성 라이온즈시절
1996년에 신인 드래프트에서 삼성 라이온즈의 2차 18순위 지명을 받아 입단했지만 고작 1군 3경기에 그쳐 거의 2군에서만 머무르다가 시즌 종료 후 방출되었다. 이후 1998년부터 심판으로 활동 중이다.

## 논란
2010년 4월 25일 넥센 히어로즈 대 KIA 타이거즈 경기에서 박근영 심판의 오심 논란이 제기되었다.
2011년 6월 8일 한화 이글스 대 LG 트윈스 경기에서 박근영 심판이 주심으로 경기를 진행하였다. 9회초 2아웃 주자 3루로 5:6으로 LG가 앞서고 있는 상황에서 3루 주자가 홈스틸을 시도하자 당황한 투수 임찬규는 홈에 송구하여 주자를 아웃시켜 경기를 종료시켰으나 이는 보크에 해당하는 행동이었다. 그러나 보크 선언이 이루어지지 않았다. 박근영은 9경기 출장 정지의 징계를 받는다.
2012년 10월 6일 롯데 자이언츠 대 SK 와이번스 경기에선 박정권이 2루로 도루를 시도하는 상황에서 2루심 박근영은 공이 빠졌는데도 불구하고 '아웃'을 선언하였다. 박근영은 다시 정정하여 '세이프'를 선언했지만, 박정권은 태그 아웃 처리가 되면서 오심 논란이 재개되었다.
2013년 6월 15일 넥센 히어로즈 대 LG 트윈스 경기에선 5회 말 2사 만루 상황에서 아웃이 되어야 하는데 세이프로 판정하여 해당 타석을 포함하여 넥센이 8실점을 하는 사건이 일어나 논란이 되고 있다. KBO는 이에 대한 대응으로 그를 2군 심판으로 강등하였다.
2013년 9월 12일 두산 베어스와 SK 와이번스의 경기에서도 손시헌의 내야안타 타구를 아웃으로 판정하였다. 3루 깊숙한 타구를 최정이 잡아서 송구하였으나 송구가 빗나가면서 1루수 박정권의 발이 베이스에서 떨어졌다. 내야안타가 될 상황이었지만 1루심 박근영은 아웃을 선언하며 또다시 오심을 일으켰다. KBO는 그를 또다시 2군으로 강등하였다.
2014년 4월 30일 SK 와이번스와 KIA 타이거즈의 경기에서도 6회초에 KIA 선수가 병살을 시도했지만 1루에서는 육안으로 보기에는 아웃이지만 세이프를 선언해서 7회초가 시작되기전에 관중에 의해서 폭행을 당하는 사건이 발생했다.
2015년 5월 12일 한화 이글스와 삼성 라이온즈의 경기에서 9회초 2사 3루 한화 이글스의 공격 상황에서 타자 김회성이 친 3루 땅볼을 3루수 박석민이 잡아 홈으로 송구하였는데 이 과정에서 주자 강경학의 발이 홈을 먼저 태그했음에도 아웃으로 판정하여 또다시 논란이 되고 있다.
2015년 5월 31일 LG 트윈스와 삼성 라이온즈의 경기에서 5회말 2사 1루, 3루의 LG 트윈스 공격 상황에서 4번 타자 잭 한나한이 3볼 2스트라이크에서 6구째 헛스윙을 하지 않은 것을 스윙으로 판정하여, 또다시 논란이 되고 있다.

## 출신 학교
- 대구고등학교
- 경남대학교